# TOPtrendy 2012
X Sopot TOPtrendy Festiwal odbył się w dniach od 25 do 27 maja 2012 w Ergo Arenie w Sopocie. Składał się jak co roku z koncertów: TOP, Trendy, kabaretonu oraz recitali gwiazd. Festiwal został zorganizowany przez telewizję Polsat.

## Dzień pierwszy
Koncert TOP odbył się 25 maja. Zgodnie z ideą Koncertu TOP, wzięli w nim udział artyści, którzy sprzedali najwięcej płyt w okresie lipiec 2010 – grudzień 2011. Jako goście specjalni wystąpili Bajm, LemON oraz Enej, który dostał statuetkę za przebój wiosny 2012 POPListy RMF FM (Skrzydlate ręce).
Klasyfikacja TOP 10:
1. Kamil Bednarek
2. Zakopower
3. Anna Maria Jopek
4. Seweryn Krajewski
5. Stanisław Soyka
6. Sylwia Grzeszczak
7. Yugopolis
8. Maciej Maleńczuk
9. Ewa Farna
10. Maryla Rodowicz

## Dzień drugi
Na scenie wystąpił zespół Lady Pank.

### Koncert Trendy
Koncert Trendy odbył się 26 maja.
Wystąpili:
- Loka
- Piotr Salata
- Mika Urbaniak
- Margaret
- Katarzyna Wilk
- Hania Stach
- Me Myself and I
- Adam Krylik
- Jula

## Dzień trzeci

### Sopocka Noc Kabaretowa
Odbyła się ostatniego dnia festiwalu, 27 maja.